# 杜定友
杜定友（1898年1月7日—1967年3月13日），原名定有，筆名丁右等，原籍廣東南海，圖書館學家，一生致力於中國圖書館建設和圖書館學教育，發明「杜氏圖書分類法」，是中國近代圖書館事業的開拓者之一。中華人民共和國成立前後時期做過廣東省立中山圖書館館長三次。

## 生平

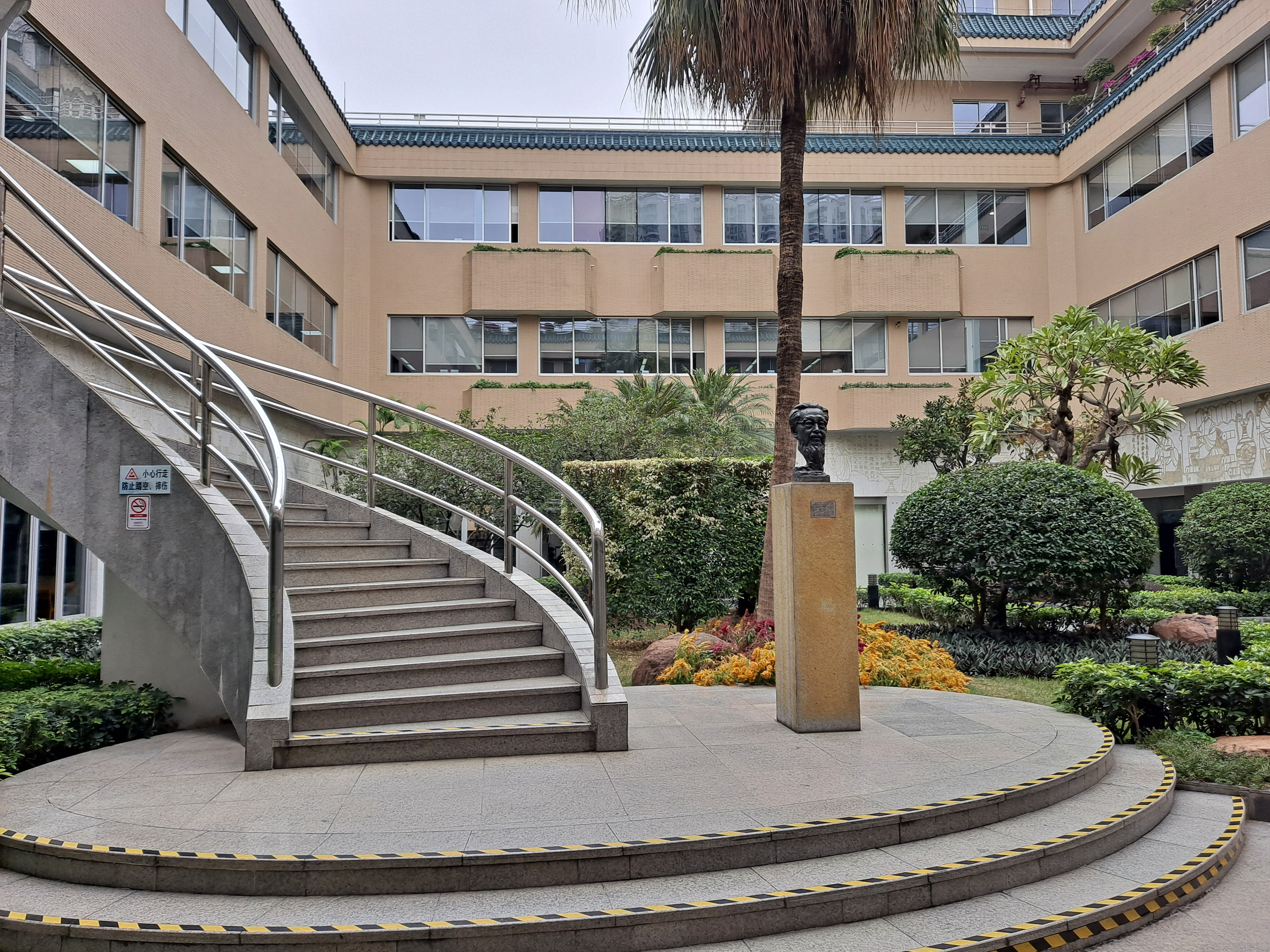
广东省立中山图书馆院内的杜定友头像

清光緒二十三年，杜的父親杜順榮（字季康）在上海開了一間小照相館，杜定友就在那間照相館裡出生
杜八歲入私塾，時讀時輟。十一歲時才正式入學堂讀書，先是入讀上海敬業小學，其間轉入廣東同鄉會辦的廣肇公學，後因父母搬去漢口謀生，杜最終在興智學校繼續學業。
十四那年暑期，杜隻身回到上海，考入上海工業專門學校附屬小學（南洋公學的前身，後改為上海交通大學）。杜十七歲才小學畢業，因為成績優良，故直接升入附屬中學。
1918年，上海工業專門學校計劃興建圖書館，校方想派一名學生往外地研習圖書館學，以備圖書館落成之用。校長唐文治以杜品學兼優為由，破格（因當時派到外國就讀的多是大學生）保送他到菲律賓大學學習圖書學。菲大為亞洲地區最先設有圖書館學課程的大學之一。
1921年，杜在菲大以三年時間修完四年課程，再加修學分，除了圖書館學學士，還獲得文學士、教育學士共三個學位。
1921年4月23日，杜告別菲律賓，啟程回國。先經香港轉道至廣州了解廣東省教育情況，拜見當時的省教育委員會委員長陳獨秀，陳邀杜留粵從事教育工作，杜因與母校有約在先，並沒有答應陳的邀請，旋即返回上海。
其時，上海工業專門學校已改為交通大學，圖書館也於兩年前（1919年10月10日）落成。然而昔日對杜有約的唐文治校長已因病離校，校方只安排杜擔任一些閒工，同時，杜向校方申請的第四年留學津貼，原打算用作償還留學期間的800菲幣借款，被新任校長張鑄嚴詞拒絕而告吹。杜頓感前路茫茫，念與陳獨秀還有口頭之約，乃決定回廣州一試。
1921年8月，杜定友寄居廣州的姨母家。姨父陳昭彥與其時廣州市教育局局長許崇清為同學好友，杜定友得以認識許崇清，許崇清介紹杜先到廣州市民大學擔任義務教授，先講授兒童心理學，後再主講「圖書館與市民教育」。9月，廣州市教育局正式聘請杜擔任新設立的廣州市立師範學校校長，該校主旨是培養小學教員。10月，杜在該校開設圖書管理科，是為中國師範學校開設圖書館管理科之創始。12月，杜獲廣東省教育委員會之邀兼任廣東省立圖書館館長。
1922年2月，杜定友建立廣東省圖書館管理員養成所，為中學在職教員提供短期圖書館學教育。3月19日與相識於上海求學時的孫湘衡女士結婚。婚後，孫跟隨杜回廣州居住。4月15日，圖書館管理員養成所成立圖書館研究會，是為中國最早成立的圖書館學研究組織。
1923年2月，杜之長女燕燕出生。3月，杜定友主張藏書開放，改變經部分類方法，遭康有為、章箴、劉學詢等極力反對。徐固卿省長遂以圖書館屬於地方文化，不應歸教育委員會管理為由，委任許翥為館長。省館職員雖力陳杜定友上任後，不斷創新，成就斐然，且為全國精通圖書館科學者的六人之一，為難得人才，予以挽留，但遭徐拒絕。同時，杜因為沒有聘任廣州市教育局督學胡伯孝指定的人員擔任國文教員，轉而聘用參加過五四運動的青年李樸，胡伯孝亦向省政府控告杜定友。4月，杜定友向廣州市教育局提交辭呈，辭去市立師範學校校長職務。
1923年5月，杜定友攜家人離開廣州抵達上海。6月獲復旦大學校長李登輝聘請為教授，兼圖書館主任，其後代理教育系主任兼代庶務主任。
1924年6月，杜定友與上海總商會圖書館館長孫心磐召集上海圖書館界同仁商討組織上海圖書館協會事宜。會議推舉杜定友為臨時主席，孫心磐為臨時書記，並通過了《上海圖書館協會章程》。
同年，杜定友創造「圕」新字代替筆劃繁多的「圖書館」三字，於當時中日學術文化界曾流行一時。圕為多音節字，讀為「圖書館」或簡讀作tuān。
1925年3月，復旦大學校長李登輝被孫傳芳手下的人逼走，代任的新校長郭任遠以杜與前任校長是一伙，藉故諉過於他，杜乃憤然離職。其後，杜獲母校之邀任圖書館主任之職。
同年4月，上海圖書館協會乃邀請各處圖書館協會共同商議建立一個全國性的圖書館組織，4月25日通過成立中華圖書館協會，杜定友被推舉為協會主席。8月，杜與章太炎、袁希濤、王雲五、朱經農、潘公展、何炳松、戈公振等三十餘人發起創辦國民大學，校址位於戈登路，并設圖書館學系，杜定友為該系主任。
杜在母校任職圖書館期間，銳意改革，但部分教授因不熟悉新方法而感到不滿。1927年，當時的校長凌鴻勛乃以經費困難為由辭退了杜。適逢國立中山大學正要物色管治圖書館人才，故杜又回到廣州任職國立中山大學圖書館主任。
杜上任後即重組管務為總務、購訂、編目、出納、典藏、閱覽、報誌等七部，並改圖書分類，中日文書籍採用自創的《世界圖書分類法》，西文書籍則採用《美國國會圖書館分類法》。初時，中山大學圖書館僅有中文書四萬多冊，西文書三千多冊。至1928年冬，中山大學圖書館已有超過二十萬冊藏書，成藏書最多的大學圖書館。杜雖在頭兩年工作頗為順利，但後來人事更喋。1929年，新來的館長李大初與杜不和，杜被要求暫時離開館務，轉教英文，但杜選擇離職。杜後來回憶說：「其實當時如果能犧牲館務，容忍一時，不到幾個月，李氏就走了。我這種『拂袖而去』的惡習，是我一生失敗的原因之一」。
1929年9月，杜再次返回母校任圖書館主任。
1930年12月，杜定友發明漢字形位排檢法，不必先檢索部首，可以更快找出漢字。
1936年，當時的中山大學校長鄒魯積極廣羅人才，邀請杜定友回中山大學主持圖書館事務，適逢杜被交通大學校長控告包庇共產黨，於是，杜辭去任職七年的工作，攜家人再次赴粵，擔任中山大學圖書館館長和教授一職。
1936年，杜應聘到廣州國立中山大學任圖書館館長。抗日戰爭開始後，廣州空襲頻乃，杜常冒險覓地藏書。1938年10月11日，日軍在大鵬灣登陸，廣州局勢危急，學校決定遷往羅定縣。圖書館職工在杜的帶動下轉移圖書，因交通工具沒有著落，遲遲未能起程。結果他將妻子的五百元積蓄僱了拖船，才讓職工安全徹退。其後學校又搬了數次，杜為了圖書的遷徙，嘗盡艱辛。抗戰勝利後，杜又要為收回寄存各處的圖書而四處奔走。
1948年，杜再任廣東省圖書館館長。
新中國成立後，杜任廣東省人民圖書館館長，兼廣東省立中山圖書館館長、廣東文物保管委員會委員。
1967年3月13日，杜因病在廣州逝世。

## 主要論著
杜定友在圖書館學、目錄學等方面的著作甚多，刊出書籍五十餘種，論文三百餘篇，共計發表六百萬字。
| 年份   | 作品名稱                   | 備注 |
| ------ | -------------------------- | --- |
| 1917年 | 《童子軍日記》             | 杜第一本獲出版的著作，出版社為「商務印書館」。                                                                 |
| 1921年 | 《圖書館與市民教育》       | 杜第一本圖書館學著作，內容是杜在廣州市民大學舉辦的課程改編而成。                                               |
| 1922年 | 《世界圖書分類法》         | |
| 1925年 | 《圖書館學通論》           | |
| 1925年 | 《漢字排字法》             | |
| 1925年 | 《圖書分類法》             | 分上、中、下三編：上編為說明、介紹中外圖書分類法；中編為分類表；下編為索引。                                   |
| 1925年 | 《著者號碼編制法》         | |
| 1926年 | 《圖書目錄學》             | |
| 1926年 | 《圖書選擇法》             | |
| 1926年 | 《圖書館通論》             | |
| 1926年 | 《學校圖書館管理法》       | |
| 1930年 | 《校讎新義》               | |
| 1931年 | 《三十五年來中國科學書目》 | 合著作品 |
| 1931年 | 《學校教育指導法》         | 杜應廣東省改視學制為督學制之需而寫，分學校指導之意義、指導制度、行政方法、指導方法、視察方法、報告方法等八章。 |
| 1932年 | 《新中華圖書管理學》       | |
| 1932年 | 《漢字形位排檢法》         | |
| 1933年 | 《杜氏著者號碼表》         | |
| 1933年 | 《圖書館與成人教育》       | |
| 1933年 | 《圖書館表格與用品》       | |
| 1935年 | 《普通圖書館圖書選目》     | 選收1934年7月以前國內出版物五百種，作為各圖書館選購圖書時的推薦書目，附書名索引，全國出版家指南。              |
| 1935年 | 《杜氏圖書分類法》         | |
| 1948年 | 《東西南沙群島資料目錄》   | |
| 1951年 | 《鴉片戰爭的爆發》         | |
| 1951年 | 《新圖手冊》               | |
| 1955年 | 《農村圖書館的房屋設備》   | 杜翻譯蘇聯作品                                                                                                 |
| 1956年 | 《談「六書」問題》         | |
| 1957年 | 《分類原理與分類問題》     | |
| 1957年 | 《地方文獻的收集與整理》   | |
| 1961年 | 《圖書館藏書與目錄講稿》   | |
| 1988年 | 《杜定友圖書館學論文選集》 | 為紀念杜定友，書目文獻出版社出版他的主要論文結集。                                                             |
| 2012年 | 《杜定友文集》             | |